# Wilhelm Gier
Wilhelm Gier (* 25. Dezember 1867 in Kronenburg, heute Ortsteil der Gemeinde Dahlem im Kreis Euskirchen; † 18. November 1951 in Steyl, heute Venlo, Niederlande) war Ordenspriester, Steyler Missionar, Theologieprofessor und 3. Generalsuperior der Gesellschaft des Göttlichen Wortes (Societas Verbi Divini, SVD).

## Leben

### Herkunft und Ausbildung
Wilhelm Gier war das zweitälteste von fünf Kindern der Eheleute Peter Gier und Catharina Gier geborene Maus. Er wuchs in einer katholischen Eifler Kleinbauernfamilie auf.
Am 9. Oktober 1880 trat Gier in das von Arnold Janssen gegründete erste deutsche katholische Missionshaus ein. Nach der Lateinschule besuchte Gier ab 1884 für zwei Jahre das Lyzeum im Missionshaus St. Michael im niederländischen Steyl. Im Missionshaus absolvierte er auch von 1886 bis 1889 seine philosophisch-theologischen Studien. Anschließend schickte ihn Arnold Janssen nach Rom, wo er am 20. Juli 1891 mit der Beendigung seiner römischen Studien der Theologie zum Doctor theologiae promoviert wurde. Am 25. Juli 1891 erhielt Wilhelm Gier im Wiener Stephansdom die Priesterweihe.

### Theologe und Ausbilder des Ordensnachwuchses
Im Wintersemester des gleichen Jahres begann Gier seine Lehrtätigkeit am 1889 gegründeten Missionsseminar St. Gabriel bei Wien. Ab 1893 hatte er zudem die Aufgabe des Präfekten für die Theologiestudenten inne. 1898 ernannte ihn Janssen zum Novizenmeister. In all diesen Aufgaben prägte Gier eine ganze Generation an zukünftigen Steyler Missionaren in China, Togo, Neuguinea und in Nord- und Südamerika. 1912 schickte ihn der 2. Steyler Generalsuperior, Nikolaus Blum, zu einer Visitationsreise nach Lateinamerika. Nikolaus Blum ernannte Gier 1917 zum ersten Provinzial der Ostprovinz seines Ordens mit Sitz in St. Gabriel. Als Provinzial nahm Gier am 5. Generalkapitel der SVD, das nach dem vorzeitigen Tod von P. Nikolaus Blum, 1920 einberufen wurde, teil.

### Generalsuperior SVD (1920–1932)
Am 29. September 1920 wurde Wilhelm Gier in Steyl zum 3. Generalsuperior der Gesellschaft des Göttlichen Wortes (SVD) gewählt.
Am 16. August 1921 brach er zu einer Visitationsreise in die Steyler Überseemissionen auf, von der er erst nach drei Jahren am 2. Juni 1924 zurückkam. Gier wollte mit der Lage der Steyler Missionare in ihren Missionsgebieten in China, Japan, Philippinen, Neuguinea, den Vereinigten Staaten von Amerika und Südamerika vertraut werden. Der als geistlicher Leiter geschätzte P. Gier hielt in allen Missionen den Steyler Patres, Brüdern und Schwestern Exerzitien. Gier wurde auf seiner Reise von seinem Sekretär, dem in den USA tätigen P. Bruno Hagspiel, begleitet, der die Missionsberichte in fünf Bänden veröffentlichte.
Seine Amtszeit war durch eine starke Dezentralisierung geprägt. Einen Großteil der Korrespondenz, nicht nur während seiner dreijährigen Abwesenheit von Steyl, überließ Gier seinen Generalräten, die zudem für gewisse Gebiete wie Ausbildung und Studium und Missionen verantwortlich gemacht wurden. So wurde der Kirchen- und Missionsrechtler P. Theodor Grentrup für die Studien und die Missionen von Neuguinea und Japan verantwortlich gemacht. Trotz der starken Personalverluste durch den Ersten Weltkrieg konnte sich die Mitgliederzahl während seines zwölfjährigen Generalats fast verdoppeln.
Der Steyler Missionsorden konnte in Giers Amtszeit neue Niederlassungen in Polen, Ungarn und der zur Tschechoslowakei gehörenden Slowakei gründen. In Deutschland und den Vereinigten Staaten entstanden neue Ausbildungshäuser für angehende Missionare. Die Zahl der überseeischen Missionsgebiete stieg unter P. Gier von fünf auf zwölf an. 1928 verlegte Gier die Generalleitung der Steyler Missionare von Steyl an der Maas ins neu errichtete Collegio del Verbo Divino nach Rom.

### Geistlicher Schriftsteller und Exerzitienmeister
Auf dem von Gier einberufenen 6. Generalkapitel der Steyler Missionare, das erste das in Rom stattfand, wurde der Generalrat P. Josef Grendel zum 4. Generalsuperioren SVD und P. Wilhelm Gier zum Vize-General gewählt. Sein Buch „Wie lernt man beten“ (1919) wurde in zahlreiche Sprachen, wie Englisch, Spanisch, Chinesisch u. a. übersetzt und immer wieder neu gedruckt.
Weiterhin war P. Gier als geistlicher Begleiter und Ratgeber sehr gefragt und hielt zahlreiche Exerzitien. 1948 zog er sich nach Steyl zurück, wo er am 18. November 1951 starb und auf dem Friedhof des Mutterhauses seine letzte irdische Ruhestätte fand.

## Ehrungen
Im Januar 1925 wurde Wilhelm Gier von der Katholischen Theologischen Fakultät der Westfälischen Wilhelms-Universität  Münster mit der Ehrendoktorwürde (Dr. theol. honoris causa) in Theologie geehrt.

## Veröffentlichungen
- Wie lernt man gut beten? Kurze Anleitung zur guten Verrichtung der wichtigsten geistlichen Übungen, P. Wilhelm Gier S.V.D., Steyl, Missionsdruckerei 1926, 453 S.
- How to Pray Well: Short Instructions on the Most Important Religious Exercises. Compiled by William Gier, S.V.D., Mission Press, Techny, Ill. (USA) 1925, 478 S.
- Hoe leer ik bidden?: handleiding om de dagelijkse gebeden en godsdienstige oefeningen goed te verrichten van Willem Gier, 6. Aufl. (1. Aufl. Uden 1925, 4. Aufl. 1936, 5. Aufl. 1940), Missiehuis St. Willibrordus: Deurne 1948, 440 S.
- Dios y mi alma: Guía de vida interior. Por el P. Guillermo Gier S.V.D., Traducido por Lichius, Santiago, SVD, Buenos Aires, Editorial Guadalupe 1944, 488 S.
- Como assistir à missa. Gier, Guilherme, SVD, Juiz de Fora, Lar Catolico, 1944, 157 S.
- My Monthly Recollection Day: A Compilation From the Spiritual Treasury of Very Rev. William Gier, S.V.D., Edited by Bruno Hagspiel, S.V.D., Milwaukee, The Bruce Publishing Company 1953, 177 p.
- Veni Creator Spiritus erklärt durch P. Wilhelm Gier SVD, Steyl 1962, 59 S.
- Weihe-Exerzitien 1938, hrsg. v. Heinrich Wolsing, Rom 1988, 158 S.